# Дом Ф. Ефремова
Дом Ф. Ефремова — памятник архитектуры начала XX века. Находится в городе Чебоксары по адресу улица Константина Иванова, дом №4.

## История
Построен в 1911 году для «потомственного почетного гражданина», председателя управления уездной кассы Фёдора Ефремова, младшего сына купца Прокопия Ефремова Здание является образцовой постройкой в стиле модерн, автор проекта — известный казанский архитектор Константин Олешкевич. Отличительной чертой дома являются разные по размерам окна полуциркульных и прямоугольных очертаний. После установления в Чувашии советской власти, дом был национализирован и в 1920 передан исполкому Чувашской АО. В 1925 году в здании разместился ЦИК ЧАССР, а в 1937 — Верховный совет. С 1940 году дом занимала Республиканская библиотека имени Максима Горького. 4 декабря 1974 года «дом, в котором в 1920—1940 гг. находился ЦИК Чувашской Автономной Области (Чувашской Автономной Социалистической Советской Республики)» по адресу улица Константина Иванова, 6 постановлением Совета министров РСФСР №624 был включён в список памятников культуры, подлежащих охране как памятники государственного значения. В 1976 году здание было передано в ведение Чувашской государственной художественной галереи, в нём расположился отдел русского и зарубежного искусства.